# Kyrkvärd
En kyrkvärd är en lekman som är utsedd att hjälpa till vid kristna gudstjänster, vanligtvis med att hälsa välkommen, hjälpa till med textläsningar, hjälpa till vid nattvarden, dela ut psalmböcker (och gudstjänstagendor) samt att ta upp kollekt.
Kyrkvärdsämbetet är det äldsta av den kristna kyrkans lekmannafunktioner. Redan på 400-talet hade kyrkvärdarna i det kristnande Rom ett stort ansvar, framförallt gällande ekonomi i församlingarna.

## Kyrkvärdar i Svenska kyrkan
Inom Svenska kyrkan har uppdraget som kyrkvärd i långa tider ansetts som det förnämsta av lekmannauppdragen och en viktig symbolföreteelse för den dubbla ansvarslinjen. 

### Historia
I Sverige har kyrkvärdsämbetet en lång och viktig historia. I inskriptioner vid Forsa kyrka i Hälsingland finns ordet Kyrkvärd med runor inristat, dessa lär vara från 1100-talet. I Äldre västgötalagen finns stadgat: Två skola kyrkovärdarna vara, och prästen den tredje. 
Länge innebar ämbetet ett förvaltande uppdrag, inte bara i form av ekonomiska angelägenheter, utan även ansvar för sockenkyrkorna genom till exempel byggnation, underhåll och även kyrkans inventarier.
År 1883 överfördes genom ett kungligt utslag allt ansvar för även medlen i sockenkyrkorna definitivt till kyrkoråden, och därmed försvann mycket av kyrkvärdarnas förvaltningsuppdrag. Kvar i kyrkvärdens förvaltningsuppgifter fanns nu bara ansvaret för de kyrkliga inventarierna. Kyrkvärdens uppgifter i gudstjänstfirandet fanns dock kvar; textläsningar, delaktighet i förbön, ljuständning, kollektoffer och medhjälp vid nattvardsutdelandet. 
Utanför gudstjänsten hade kyrkvärden uppgifter med att bland annat hjälpa prästen med de liturgiska kläderna och ta hand om nattvardskärlen. I en del församlingar hade kyrkvärden även uppgifter vid dopgudstjänster och begravningsgudstjänster. Kyrkvärdarna ansvarade också ofta oftast för sammanräkningen av den upptagna kollekten på delegation från kyrkoherden.

### Ämbetet idag
Minst en kyrkvärd ska utses bland kyrkorådets eller församlingsrådets ordinarie ledamöter eller ersättare, i syfte att garantera ett personsamband mellan församlingens styrelse och den gudstjänstfirande församlingen. För att kunna utses till kyrkvärd skall man vara döpt medlem i Svenska kyrkan och ha rösträtt vid direkta kyrkliga val (för närvarande 16 år). 
En av församlingens utsedda kyrkvärdar utses även att, jämte kyrkoherden (eller den präst i församlingen som kyrkoherden utser), ansvara för vården av de kyrkliga inventarierna och att dessa är upptagna i inventarieförteckningen. Minst två av församlingens kyrkvärdar utses per mandatperiod och oftast är en kyrkvärd knuten till en specifik kyrka i församlingen.